# Ведречинка
Ведре́чинка (рос. Ведречинка) — невелика річка в Сарапульському та Камбарському районах Удмуртії, Росія, права притока річки Шолья.
Починається посеред тайги, протікає на південний схід, впадає до річки Шолья нижче села Ведрець.
Річка неширока, береги обривисті, порослі лісом. На річці розташоване село Ведрець.